# Ellendale-Diamantenmine
Die Ellendale-Diamantenmine war ein australischer Diamanttagebau. Er liegt etwa 2000 Kilometer von Perth und 170 Kilometer von Derby entfernt in Western Australia, Australien. Das Bergwerk nahm 2002 seinen Betrieb auf und befindet sich im Eigentum der Kimberley Diamond Company, einer 100-prozentigen Tochter der britischen Gem Diamonds Ltd. Es ist mit Rio Tinto eines von zwei Unternehmen, die in Australien Diamanten abbauen.
Kimberley Diamond hält 51 % der Aktien von Blina Diamonds NL, es ist ein Unternehmen das Lagerstättenerkundung betreibt und kontrolliert 1.500 km2 um das Ellendale-Feld, das 50 erkannte Lamproit-Schlote und weitere Schwemmlandgebiete enthält, in denen sich Diamanten befinden.
Der Name Ellendale bezieht sich auf eine dort befindliche Viehzuchtstation, die eine riesige Landfläche besitzt.

## Entstehung
Die Ellendale-Diamanten sind vor allem in Vulkanschloten aus Lamproit eingelagert. Lamproit ist ein ähnliches Gestein wie Kimberlit, in dem die meisten Diamanten der Welt gewonnen werden. Die Geologie ähnelt der Argyle-Diamantenmine, die auch in Western Australia liegt.
Auf dem Gebiet der Ellendale-Diamantenmine befinden sich 44 Vulkanschlote und in zwei davon, im Schlot 4 und Schlot 9, werden Diamanten abgebaut.
Durch den hohen Stickstoffanteil sind die Ellendale-Diamanten lebhaft gelb gefärbt. Ellendale bedient 50 % des Welthandels der gelben Diamanten. Nur ungefähr 0,1 Prozent der Ellendale-Diamanten sind gelb.

## Grubenbetrieb
Die Abbaurechte von Kimberley Diamond erstrecken sich über ein Gebiet von 128 km2.
In den ersten fünf Jahren wurden im Schlot 9 766.000 Karat gewonnen. Der 15 km südlich liegende Schlot 4 begann die Produktion im April 2006. Im Februar 2007 wurde bekanntgegeben, dass die Anlage am Schlot 4 4,4 Millionen Tonnen Gestein verarbeiten kann.
170 Beschäftigte arbeiteten im Ellendale-Bergwerk, die im 14-tägigen Schichtbetrieb von Broome und Derby eingeflogen wurden.
2015 wurde seitens Kimberley Diamond bekanntgegeben, dass die Arbeiten in Ellendale zunächst vorübergehend eingestellt werden. Im Juli 2017 wurden Teile der Ausrüstung versteigert, seit der Betriebseinstellung im Juli 2015 war die Förderung nicht wiederaufgenommen worden.